# Quantenselbstmord
Der Quantenselbstmord ist ein Gedankenexperiment, mit dem der kanadische Wissenschaftler Hans Moravec 1987 und unabhängig davon Bruno Marchal 1988 auf die Viele-Welten-Interpretation der Schrödingergleichung aus dem Bereich der Quantenmechanik eingingen. 1998 wurde das Experiment von Max Tegmark weiterentwickelt.

## Ablauf und Folgen
Das Experiment ähnelt dem von Schrödingers Katze. Ein Wissenschaftler sitzt vor einem Geschütz, das abgefeuert wird, wenn ein spezielles radioaktives Atom zerfallen ist. In diesem Fall stirbt der Wissenschaftler.
Nach der Viele-Welten-Interpretation wird in unterschiedlichen Paralleluniversen das Abfeuern in einer unterschiedlichen Zeit erfolgen, sodass die Möglichkeit, dass der Wissenschaftler das Experiment überlebt, weil das Atom nicht zerfällt, häufiger erfüllt wird als die seines Sterbens. In der Gesamtheit der Systeme betrachtet, stirbt der Wissenschaftler daher durch das Experiment nicht, da die Wahrscheinlichkeit für das Überleben nie gleich Null ist und er  somit in irgendeinem Universum immer überlebt. So betrachtet ist der Wissenschaftler unsterblich, weswegen das Experiment gelegentlich auch als Quantenunsterblichkeit bezeichnet wird.

## Kritik
Am Experiment wurde kritisiert, dass zur Interpretation nicht unbedingt die Viele-Welten-Theorie herangezogen werden müsste. Ebenso könnte das Experiment auch innerhalb einer Welt stattfinden mit einer unbegrenzten Anzahl an identischen Probanden und Durchführungen des Experiments. Dabei spielen die Quanteneffekte für die Lebenserwartung des Wissenschaftlers keine Rolle.
Aus Sicht der Kopenhagener Deutung wurde kritisiert, bei derartig geringen Wahrscheinlichkeiten sei ein Kollaps der Wellenfunktion und damit das Ende wahrscheinlicher als ein endloses Überleben des Experimentes.
Tegmark selber betonte, dass der mögliche Tod durch das Experiment nicht punktuell einsetze, sondern mit einer Verringerung des Bewusstseins und damit der Wahrnehmungsfähigkeit einhergehe.